# Gaurotes fairmairei
Gaurotes fairmairei är en skalbaggsart som beskrevs av Aurivillius 1912. Gaurotes fairmairei ingår i släktet Gaurotes och familjen långhorningar. Inga underarter finns listade i Catalogue of Life.